# День визволення Болгарії від османського ярма

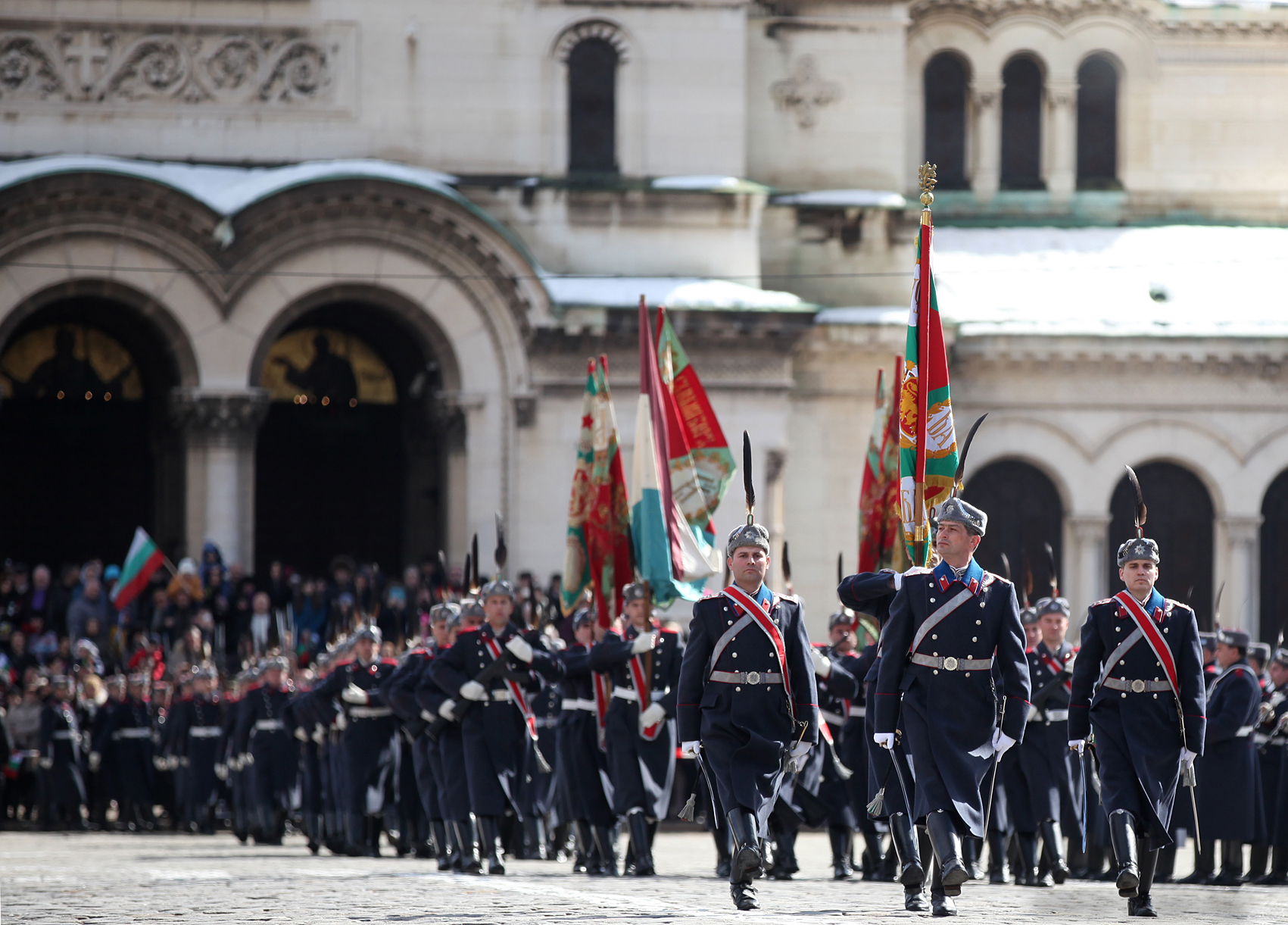
Болгарська національна гвардія на параді в День визволення, 3 березня 2018 року в Софії.

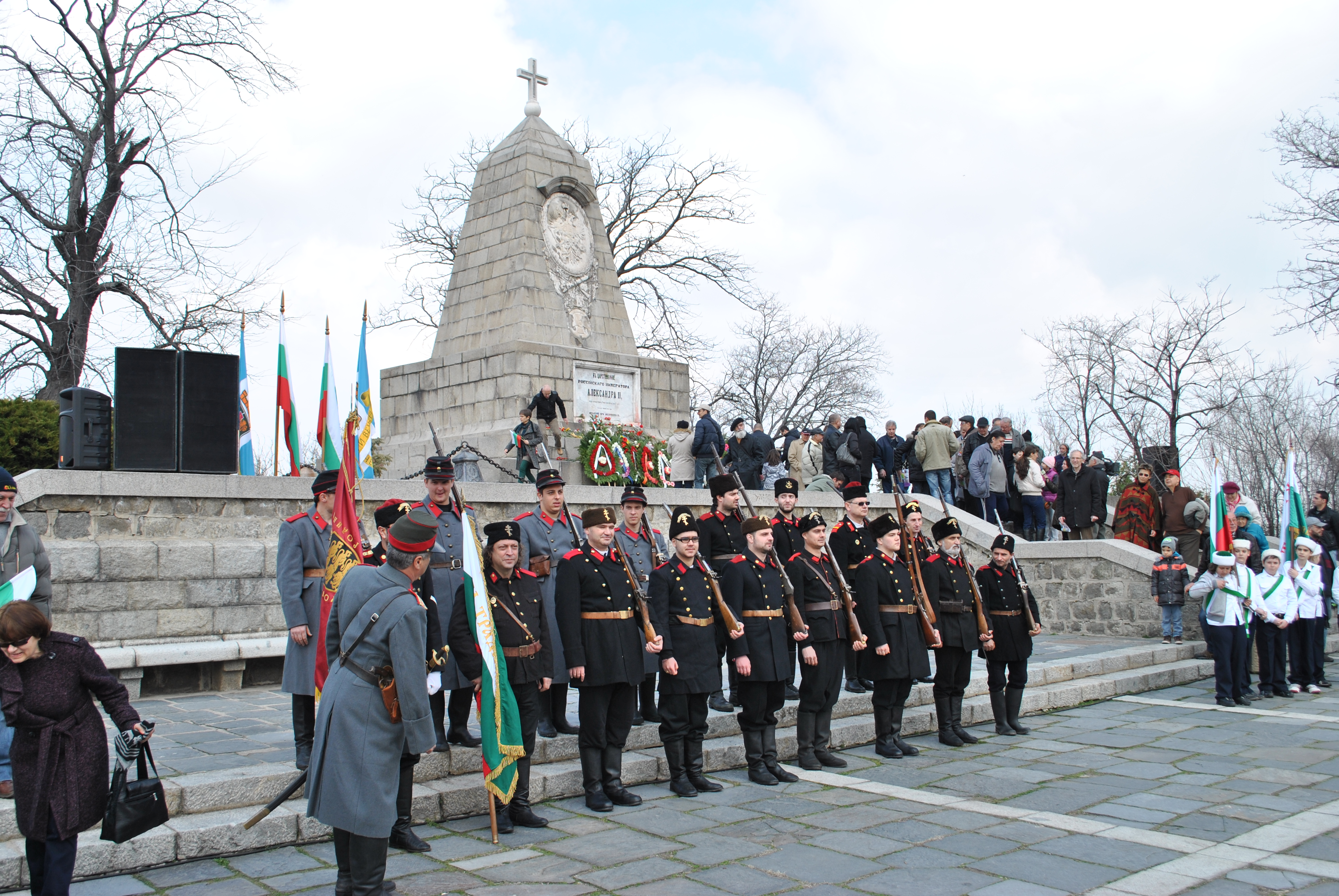
Церемонія святкування Дня визволення в Пловдиві, Болгарія, 3 березня 2013 року.

День визволення Болгарії від османського ярма (болг. Ден на Освобождението на България от османско иго, скор. День визволення) — національне свято у Болгарії, що святкується щороку 3 березня.
Свято вшановує визволення Болгарії під час російсько-турецької війни (1877—1878), яка призвела до відновлення болгарської державності. Сан-Стефанський договір, підписаний 3 березня 1878 року, зобов'язав Османську імперію прийняти відновлення Болгарської держави, яка була завойована в XIV столітті під час болгарсько-османських воєн. Вперше воно було відзначено 19 лютого 1880 року як «День вознесіння імператора Олександра II і укладення Сан-Стефанського мирного договору». Свято було офіційно визначено як День визволення на 10-ту річницю незалежності, в 1888 році, у Болгарському князівстві. Однак лише в 1978 році його почали відзначати у загальнодержавному масштабі. Цей день став офіційним святом згідно з указом 236 голови Державної Ради від 27 лютого 1990 року, що набув чинності 5 березня.
У Болгарії наразі є понад 400 пам'ятників, присвячених росіянам і болгарам. Щороку 3 березня до Пам'ятника свободи покладаються вінки та віддаються військові почесті в пам'ять про всіх воїнів, які загинули в боях за визволення Болгарії. Мешканці країни зазвичай покладають квіти та записки до пам'ятників загиблим іноземним воїнам, які воювали разом із болгарами. У Болгарській православній церкві в День визволення проводяться особливі літургії та молебні. Увечері на площі Народних зборів біля пам'ятника Царю-визволителю проходить урочисте богослужіння, яке включає огляд підрозділу Національної гвардії Болгарії Президентом Болгарії та нагородження військовослужбовців національними нагородами. У другій половині дня також відбудеться церемонія підняття прапора біля пам'ятника Невідомому солдату.